# Les Hérétiques de Dune
Les Hérétiques de Dune (titre original : Heretics of Dune) est un roman de Frank Herbert publié en 1984 et traduit en français en 1985. C'est le cinquième et avant-dernier roman du cycle de Dune.
Il a été classé au 13e rang des meilleures ventes de livres de fiction de 1984 par The New York Times.

## Résumé
Bien des choses ont changé depuis la mort de l’Empereur-dieu Leto II, 1 500 ans plus tôt. Les vers géants sont réapparus dans le désert de la planète Arrakis (maintenant appelée Rakis), renouvelant la ressource de l’Épice. Chacun d'entre-eux possède désormais une « perle de conscience » de Leto, ce dernier étant vénéré en tant que « Dieu fractionné » par les peuples de l'ancien Imperium. Par-delà la mort, Leto poursuit son « rêve sans fin » par l'intermédiaire des vers.
À la mort du Tyran Leto II, le système économique basé sur l’Épice s’était effondré (Leto était à son époque le dernier ver en vie et possédant les dernières réserves de Mélange, notamment son fabuleux « magot » d’Épice caché dont il distribuait une partie pour assurer son pouvoir), provoquant la Grande Famine qui décima une partie de l'humanité et engendra la Grande Dispersion des hommes dans la galaxie.
Depuis, une nouvelle civilisation s’est élevée dans les territoires de l'ancien Imperium, basée sur un triptyque : les Ixiens, maîtres de la technologie avec leurs non-vaisseaux et leurs productions high-tech ; l'ordre du Bene Tleilax, qui est parvenu à synthétiser et produire en masse l’Épice dans ses cuve Axolotl, comme il crée ses gholas, et qui a développé un nouveau type de Danseurs-Visage qu'il pense indétectable ; et enfin les Révérendes Mères du Bene Gesserit, ordre matriarcal toujours puissant qui tire dans l'ombre les ficelles de ces écheveaux politiques et poursuit son programme génétique sur la planète du Chapitre.
Mais les peuples de la Grande Dispersion, éparpillés dans la galaxie après la mort du Tyran, commencent à revenir avec leur propre pouvoir : les Honorées Matriarches, une organisation concurrente du Bene Gesserit, dont la violence et le nombre sans cesse croissant de femmes entraînées au combat et à la domination sexuelle des hommes menace de tout engloutir sur son passage.
Sur Rakis, une jeune fille appelée Sheana a été découverte, venant du désert. Les vers géants lui obéissent. Le Bene Gesserit a l’intention d’utiliser un ghola de Duncan Idaho pour amener Sheana à elles et ainsi manipuler l’ordre religieux de la Prêtrise de Rakis qui, bientôt, voue un culte à cette jeune sauvageonne qui chevauche Shai-Hulud comme dans l'ancien temps des Fremen. Dans ce but, un ghola est livré à la citadelle Bene Gesserit sur Gammu (l'ancienne planète Giedi Prime) par le Bene Tleilax, avec des améliorations physiques et nerveuses conformes aux attentes des Sœurs.
Afin de protéger son investissement, la Mère supérieure du Bene Gesserit, Taraza, recrute son ancien Bashar suprême, Miles Teg, le sortant de sa retraite pour l'envoyer sur Gammu superviser la défense du ghola Duncan Idaho, menacé comme ses prédécesseurs. Dans le même temps, Taraza envoie sur Rakis la Révérende Mère Darwi Odrade, une fille biologique cachée de Miles Teg, pour gérer les actions du Bene Gesserit sur cette planète et surveiller Sheana. Enfin, elle envoie sur Gammu Lucille, une jeune et séduisante Imprégnatrice du Bene Gesserit, pour préparer Duncan. Mais Lucille doit être prudente car la Révérende Mère Schwangyu, la responsable du « Projet Ghola » sur Gammu, mène la tête de la faction des Sœurs hostile à ce projet, car celui-ci représente selon elles un danger pour la survie même du Bene Gesserit.
Lors d'un voyage d’inspection sur Gammu, Taraza est capturée et gardée en otage par les Honorées Matriarches, cachées à bord d’un vaisseau long-courrier de la Guilde spatiale appartenant aux Ixiens. Les Honorées Matriarches cherchent ensuite à amener Teg à bord pour le capturer lui-aussi, espérant avec ces captures prendre le contrôle du Projet Ghola. Mais Teg réussit à secourir Taraza et sa suite, puis à les ramener saines et sauves sur Gammu.
Sur Rakis, un attentat est perpétré contre Sheana, mais déjoué par le Bene Gesserit avec Odrade à sa tête. La Révérende Mère prend ensuite en charge l’éducation de Sheana, et commence à l’entraîner dans la « Manière » du Bene Gesserit, ce qui ralliera de fait la jeune fille à l'Ordre.
Plus tard sur Gammu, une attaque-surprise est perpétrée dans la citadelle Bene Gesserit contre le ghola Duncan Idaho, mais Miles Teg déjoue l’attaque et s’enfuit avec Lucille et Duncan à travers la forêt, n'ayant plus confiance en Schwangyu. Cachés dans un non-globe Harkonnen (un non-espace) remontant à l'ancienne période de l'Impérium, Teg procède au douloureux réveil de la mémoire du ghola, ce qui fait retrouver à Duncan ses souvenirs originaux et ce, avant que Lucille ait pu l'imprégner. Par la suite, Teg est capturé alors que les trois essayent de quitter leur abri, mais Lucille et Duncan s’échappent, aidés par le successeur de Teg, le Bashar suprême Burzmalli, qui organise leur récupération.
Miles Teg, aux mains des forces de la Dispersion, est torturé avec une Sonde-T pour lui arracher ses secrets. Durant l’opération, une transformation affecte son corps, ses réflexes physiques et mentaux étant alors décuplés, lui permettant de s’échapper dans un tourbillon de violence. Pendant ce temps, Duncan est pris en charge par les forces Bene Gesserit de Gammu alliées à une autre faction de la Dispersion, hostile aux Matriarches, et préparé pour son exfiltration de la planète sous un déguisement.
Sur Rakis, Odrade organise une rencontre avec Tylwyth Waff, le Maître des maîtres Tleilaxu, et le force à lui révéler tout ce qu’il sait des Honorées Matriarches. Lorsque, plus tard, Waff tente d’assassiner Odrade, la jugeant trop dangereuse, celle-ci parvient à le convaincre que le Chapitre partage la croyance religieuse secrète des Tleilaxu (la grande Croyance) et lui propose de sa propre autorité une alliance inédite entre les deux ordres, ce qui crée la consternation au sein du Bene Gesserit après coup. Devinant que le but final de Taraza est de détruire Rakis, Odrade pense qu'une alliance avec le Bene Tleilax devient une nécessité.
Voyageant dans le désert de Rakis avec Waff et Sheana, Odrade découvre l'ancien sietch Tabr qui renferme une partie du fabuleux magot d'épice du Tyran, et lit un message que ce dernier avait gravé sur l'un des murs, des millénaires auparavant, à l'intention du Bene Gesserit (sur les « nobles fins »)...
Sur Gammu, Lucille arrive finalement à la planque sécurisée où doit aussi se rendre Duncan, mais s'aperçoit qu’elle a été devancée par une jeune Honorée Matriarche, Murbella, qui a capturé Duncan. Lucille est alors contrainte d'assister à l’imprégnation de Duncan par Murbella. Pendant l’acte, Duncan voit surgir en lui ce que le Bene Tleilax avait caché (et qu'il redoutait sans en connaître la nature), une méthode sexuelle équivalente à celles des Honorées Matriarches pour séduire et imprégner. Murbella, épuisée par ce talent inattendu qui la subjugue, est assommée par Lucille qui secourt Duncan et capture Murbella.
Sur Rakis, alors que la Mère supérieure Taraza est venue parlementer avec Waff sur leur association, les Honorées Matriarches lancent une attaque-surprise à Dar-es-Balat (le lieu où furent découverts les archives du Tyran, dans le premier non-espace jamais créé), et tuent Taraza. Odrade, partageant à l'ultime moment la Mémoire Seconde de Taraza mourante, devient temporairement la Mère Supérieure et s’enfuit sur le dos d’un ver géant, jurant de protéger Sheana coûte que coûte.
Sur Gammu, Teg, en fuite après s'être libéré des forces de la Dispersion (aidé par certains de ses anciens soldats issus de cette planète), se rend dans une cache supposée sûre pour finalement être capturé de nouveau par les forces des Honorées Matriarches. Amené au repaire de leur chef sur Gammu, il active son incroyable accélération physique et élimine l'ensemble de ses ennemis dans le bâtiment, ravageant tout sur son passage. S'enfuyant, il retrouve ensuite Lucille et Duncan. Après avoir capturé un non-vaisseau de la Dispersion (aidé par ses anciens soldats de Gammu), les trois se rendent sur Rakis avec leur prisonnière Murbella.
Quand il arrive sur Rakis, Teg retrouve — grâce à sa « vision seconde », une sorte de prescience qu'il a reçue avec son accélération — Sheana, Odrade et leur ver géant. Il les fait monter à bord du non-vaisseau. Puis, à la tête de ses troupes qui l'ont accompagné depuis Gammu, il débarque sur la surface de Rakis. Dans un dernier combat suicidaire, Teg permet grâce à cette diversion au non-vaisseau de s’enfuir vers la planète du Chapitre. Les Honorées Matriarches, dans un élan de fureur maladive envers Teg (ayant vu les dégâts qu'il a faits aux Matriarches de Gammu), détruisent Rakis, vitrifiant sa surface ; mis à part le ver présent dans la soute du non-vaisseau, tous les autres sont détruits, ainsi que les habitants de la planète et Waff.
Arrivée sur la planète du Chapitre, Odrade fait noyer le ver, libérant les truites des sables qui se transforment plus tard (dans le roman suivant) en de nouveaux vers géants, faisant de la planète du Chapitre une nouvelle « Dune ».

## Place dans le cycle de Dune
- Dune
- Le Messie de Dune
- Les Enfants de Dune
- L'Empereur-Dieu de Dune
- Les Hérétiques de Dune
- La Maison des mères